# Diocesi di Hirta
La diocesi di Hirta (in latino Dioecesis Hirtensis) è una sede soppressa della Chiesa d'Oriente, attestata dal V all'XI secolo, e una sede titolare della Chiesa cattolica.

## Storia
Hirta, le cui rovine si trovano nei pressi della città irachena di Najaf, fu un'antica diocesi della Chiesa d'Oriente, attestata tra il 410 ed il 1012, e direttamente soggetta al catholicos-patriarca di Seleucia-Ctesifonte.
Le cronache siriache hanno trasmesso i nomi di dodici vescovi di Hirta. Il primo è Osea, che fu presente al concilio indetto dal patriarca Mar Isacco nel 410; in quest'occasione, il Canone XXI non assegna la diocesi a nessuna sede metropolitana, segno delle difficoltà per le più antiche diocesi della Chiesa d'Oriente, quale era quella di Hirta, a sottomettersi ad un'autorità che non fosse la propria. Secondo le liste delle diocesi della Chiesa d'Oriente riportate da Elia di Damasco nel IX secolo, Hirta era una delle tredici diocesi suffraganee dipendenti dal catholicos-patriarca di Seleucia-Ctesifonte. L'ultimo vescovo noto di Hirta fu Giovanni bar Nazuk, che nel 1012 divenne patriarca della Chiesa d'Oriente.
Dal 2004 Hirta è annoverata tra le sedi vescovili titolari della Chiesa cattolica con il nome di Hirta (in latino: Hirtensis); dall'11 gennaio 2014 il vescovo titolare è Saad Sirop Hanna.

## Cronotassi

### Vescovi di credo niceno
- Osea † (menzionato nel 410)
- Simone † (menzionato nel 424)

### Vescovi della Chiesa d'Oriente
- Simone † (menzionato nel 486)
- Elia † (menzionato nel 497)
- Giuseppe † (menzionato nel 585)
- Sabrishoʿ † (all'epoca del patriarca Mar Gregorio - 605-609)
- Sargis † (menzionato nel 659)
- Giovanni Zaroqa † (prima del 731 - dopo il 741)
- Gioele † (menzionato nel 790)
- Hnanishoʿ Bar Saroshwai † (inizi del IX secolo)
- Giuseppe † (? - circa 987/999 nominato metropolita di Bassora)
- Giovanni bar Nazuk † (? - 19 novembre 1012 consacrato patriarca della Chiesa d'Oriente)

### Vescovi titolari
- Andraos Abouna † (1º settembre 2004 - 27 luglio 2010 deceduto)
- Saad Sirop Hanna, dall'11 gennaio 2014